# Средновековен топъл период
Средновековният топъл период или средновековен климатичен оптимум е периодът на многогодишно затопляне на климата в Европа. Оценява се в тесни рамки от около 950 г. до 1250 г., а в широки – от X до XIII век.
През този период средногодишните температури са значително по-високи от тези през предходния период, довел до Велико преселение на народите, както и от последващия Малък ледников период.

## Причини
Като възможни причини за средновековния топъл период учените цитират повишената слънчева активност, както и относително редките изригвания на вулкани. Последното обстоятелство причинява по-малко аерозоли в атмосферата, които филтрират слънчевата светлина и допринасят за охлаждането (виж вулканична зима).
Според друга теория, климатичният оптимум е резултат от периодични колебания в интензитета на течението Гълфстрийм, свързани с промените в солеността на океанската вода, която от своя страна зависи от промените в обема на ледниците.

## Последици
Средновековният климатичен оптимум причинява значително увеличение на населението и селскостопанското производство в Европа поради увеличаването на земеделската земя и по-висококачествените култури. Разрастването на обработваемата земя допринася за образуването на селища вместо индивидуални стопанства и домакинства, характерни за това време. Освен това развитието насърчава разширяването на земеделието към периферни, слабо развити региони с по-висок процент от населението, живеещо от лов и риболов. Примерите включват разселване на немците на изток, в гористите земи на полабските славяни, както и славянска колонизация на Североизточна Европа (с последващо формиране на руската народност). В същото време учените отбелязват намаляване на площта на горите под влияние на по-топлия климат.
В летописите се споменава за винопроизводство през този период в Източна Прусия, Померания и дори в южната част на Шотландия. В същото време в Норвегия зърнената реколта нараства по географска ширина до Полярния кръг. Намаляването на ледниците позволява на викингите да населят за постоянно Исландия (870 г.) и Гренландия (от 986 г.; селищата са изоставени през XV век).
В други части на света този период се характеризира отчасти с по-влажен климат, например има доказателства за човешки селища в пустинята Намиб.